# Вотервілл-Веллі (Нью-Гемпшир)
Вотервілл-Веллі (англ. Waterville Valley) — місто (англ. town) в США, в окрузі Ґрафтон штату Нью-Гемпшир. Населення — 508 осіб (2020).

## Демографія
Згідно з переписом 2010 року, у місті мешкало 247 осіб у 117 домогосподарствах у складі 77 родин. Було 1189 помешкань
Расовий склад населення:
| - 98,0 % — білих - 0,4 % — чорних або афроамериканців |

До двох чи більше рас належало 1,2 %. Частка іспаномовних становила 0,4 % від усіх жителів.
За віковим діапазоном населення розподілялося таким чином: 16,2 % — особи молодші 18 років, 57,1 % — особи у віці 18—64 років, 26,7 % — особи у віці 65 років та старші. Медіана віку мешканця становила 55,3 року. На 100 осіб жіночої статі у місті припадало 100,8 чоловіків;  на 100 жінок у віці від 18 років та старших — 99,0 чоловіків також старших 18 років.
Середній дохід на одне домашнє господарство  становив 123 647 доларів США (медіана — 98 125), а середній дохід на одну сім'ю — 159 373 долари (медіана — 119 688). Медіана доходів становила 153 125 доларів для чоловіків та 93 333 долари для жінок. 
Цивільне працевлаштоване населення становило 98 осіб. Основні галузі зайнятості: мистецтво, розваги та відпочинок — 29,6 %, освіта, охорона здоров'я та соціальна допомога — 20,4 %, будівництво — 18,4 %.